# 夢の女 (1993年の映画)
『夢の女』（ゆめのおんな）は、1993年に公開された五代目 坂東玉三郎監督の日本映画。
第43回ベルリン国際映画祭コンペティション部門に出品された。

## スタッフ
- 監督 - 五代目 坂東玉三郎[1]
- 製作総指揮 - 奥山和由、堤康二、一力英夫、小田久栄門[1]
- プロデューサー - 中川滋弘、中沢敏明[1]
- 原作 - 永井荷風[1]
- 戯曲 - 久保田万太郎[4][5]
- 脚本 - 吉村元希、桜井妙子、斎藤雅文[2][6]
- 撮影 - 長沼六男[1]
- 美術 - 木村威夫[1]
- 編集 - 鈴木晄、奥原好幸[1]
- 音楽 - 藤舎名生、杵屋榮津五郎[1]
- 録音 - 辻井一郎[1]
- 照明 - 熊谷秀夫[1]
- 助監督 - 大串利一[1]

## キャスト
- 吉永小百合 - お浪（花魁楓）[1]
- 片岡京子 - 二代目楓[1]
- 樹木希林 - お松[1]
- 永島敏行 - 小田部[1]
- 長門裕之 - 桟橋の客[1]
- 佐々木すみ江 - おさわ[1]
- 垂水藤太[7]
- 戸浦六宏 - 番頭[1]
- 綿引勝彦 - 楼主[1]
- 安井昌二 - 上郷[1]
- 田中弘太郎[4][7]

## 受賞歴
- 1994年 第17回日本アカデミー賞[8]
  - 優秀主演女優賞 吉永小百合（夢の女）
  - 優秀助演女優賞 樹木希林（夢の女）
  - 優秀撮影賞 長沼六男（夢の女、学校）
  - 優秀照明賞 熊谷秀夫（学校、夢の女）
  - 優秀美術賞 木村威夫（夢の女）